# Aralazhdarcho
Aralazhdarcho – rodzaj pterozaura. Jego nazwa pochodzi od miasta Aral oraz od podobieństwa do innego, blisko spokrewnionego z tym rodzajem Azhdarcho. Gad ten datowany jest na santon i wczesny kampan w późnej kredzie. Jego nieliczne pozostałości odnaleziono w Kazachstanie. Był to fragmenty kręgów szyjnych.